# Dmitri Iwanowitsch Sokolow

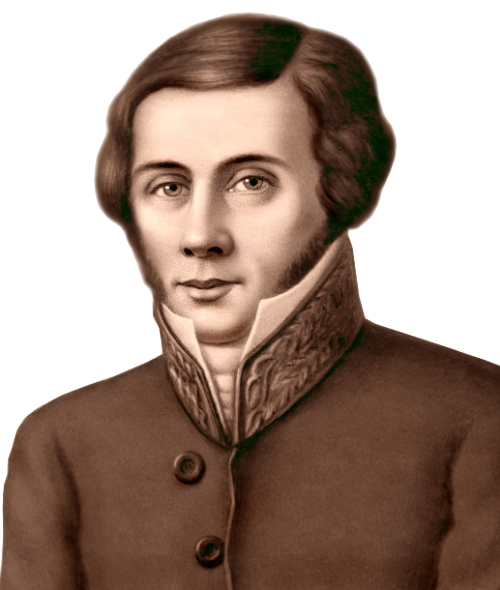
Dmitri Iwanowitsch Sokolow

Dmitri Iwanowitsch Sokolow (russisch Дмитрий Иванович Соколов; * 1. Julijul. / 12. Juli 1788greg. in St. Petersburg; † 19. Novemberjul. / 1. Dezember 1852greg. ebenda) war ein russischer Mineraloge, Geologe und Hochschullehrer.

## Leben
Sokolow stammte aus einer armen Handwerkerfamilie. Sein Vater war Schlosser am St. Petersburger Hof. Als Sokolow acht Jahre alt war, starb sein Vater. Seiner Mutter gelang es, ihn 1796 mit einem Staatsstipendium im Internat des St. Petersburger Bergkorps in der Kadettenklasse unterzubringen. Nach dem Abschluss der Kadettenklasse mit Auszeichnung (kleine Goldmedaille und Bücher) wurde er Student bes Bergkorps. Die Hauptfächer waren Französisch, Deutsch, Mineralogie, Geologie, Chemie und Montanwissenschaften. Die Mineralogie wurde von Wassili Michailowitsch Sewergin gelehrt. 1805 schloss Sokolow das Studium mit der Großen Goldmedaille und dem Titel Schichtmeister ab. Darauf bereitete er sich dort auf das Lehramt vor. Zu seinen Lehrern gehörte Jewgraf Iljitsch Metschnikow. Daneben arbeitete er im Mineralogischen Museum des Bergkorps.
1809 wurde Sokolow Berggeschworner und Dozent der Montanwissenschaften des Bergkorps. 1817 war er Gründungsmitglied der St. Petersburger Mineralogischen Gesellschaft. 1823 erschien seine Arbeit über Erzsande. Weitere montanwissenschaftliche Fachaufsätze folgten. Ab 1825 gab er das Gorny Journal heraus, in dem er seine wissenschaftlichen Arbeiten veröffentlichte.
Neben seiner Lehrtätigkeit im Bergkorps wurde Sokolow 1822 Professor am Lehrstuhl für Mineralogie und Geologie der Universität Sankt Petersburg. In den 1830er Jahren leitete er die Arbeiten zur Untersuchung der Geologie des Urals. Als erster ordnete Sokolow die rot gefärbten Sedimente, das Rotliegend, im Transwolgagebiet in ein eigenständiges System ein, das 1841 Roderick Murchison Perm nannte. 1833 erhielt er den halben Demidow-Preis. 1839 wurde er Mitglied der Russischen Akademie in St. Petersburg. 1844 verließ er die Universität im Rang eines Generalmajors.